# 주접이 풍년
《주접이 풍년》은 매주 목요일 밤 8시 30분에 방송되는 예능 프로그램이다.

## 방송 시간
| 방송 채널 | 방송 기간                         | 방송 시간                           | 비고 |
| --------- | --------------------------------- | ----------------------------------- | ---- |
| KBS 2TV   | 2022년 1월 20일 ~ 2022년 4월 14일 | 매주 목요일 밤 9시 30분 ~ 10시 40분 |      |
| KBS 2TV   | 2022년 4월 21일 ~ 2022년 7월 7일  | 매주 목요일 밤 8시 30분 ~ 9시 50분  |      |

## 기획 의도
덕질과 함께 새로운 삶을 살아가는 ‘주접단’을 모시고 그 속에 숨어있는 사연과 함께 덕질에 대한 이해를 도모하는 예능 프로그램이다.

## 진행자
| 역대 | 진행자 | 진행 기간                        | 방송 회차     |
| ---- | ------ | -------------------------------- | ------------- |
| 1대  | 박미선 | 2022년 1월 20일 ~ 2022년 7월 7일 | 1부작~ 23부작 |
| 1대  | 이태곤 | 2022년 1월 20일 ~ 2022년 7월 7일 | 1부작~ 23부작 |
| 1대  | 장민호 | 2022년 1월 20일 ~ 2022년 7월 7일 | 1부작~ 23부작 |

스페셜 진행자
- 이진혁[1] : 2022년 4월 28일 (13회)

## 에피소드 목록

### 2022년
| 회차 | 방송일   | 스타       | 주접단                              | 비고          |
| ---- | -------- | ---------- | ----------------------------------- | ------------- |
| 1    | 1월 20일 | 송가인     | 송가인 공식 팬카페 '어게인'         | [ 2 ]         |
| 2    | 1월 27일 | 임영웅     | 임영웅 공식 팬카페 '영웅시대'       | [ 3 ]         |
| 3    | 2월 3일  | 장민호     | 장민호 공식 팬카페 '민호특공대'     | [ 4 ]         |
| 4    | 2월 24일 | 임창정     | 임창정 공식 팬카페 '빠빠라기'       | [ 5 ]         |
| 5    | 3월 3일  | 김호중     | 김호중 공식 팬카페 '아리스'         | [ 6 ]         |
| 6    | 3월 10일 | 김미경     | 짹짹이 군단                         | [ 7 ]         |
| 7    | 3월 17일 | 박서진     | 박서진 공식 팬카페 '닻별'           | [ 8 ]         |
| 8    | 3월 24일 | 홍자       | 홍자 공식 팬카페 '홍자시대'         | [ 9 ]         |
| 9    | 3월 31일 | 나훈아     | 나훈아 공식 팬카페 '나사모'         | [ 10 ] [ 11 ] |
| 10   | 4월 7일  | 몬스타엑스 | 몬스타엑스 공식 팬카페 '몬베베'     | [ 12 ]        |
| 11   | 4월 14일 | 신화       | 신화 공식 팬카페 '신화창조'         | [ 13 ]        |
| 12   | 4월 21일 | 김연자     | 김연자 공식 팬카페 '모아나'         | [ 14 ]        |
| 13   | 4월 28일 | 하이라이트 | 하이라이트 공식 팬카페 '라이트'     |               |
| 14   | 5월 5일  | 이진호     | 이진호 공식 펜카페 '개똥이들'       |               |
| 15   | 5월 12일 | 영탁       | 영탁 공식 팬카페 '영탁이 딱이야'    |               |
| 16   | 5월 19일 | 영탁       | 영탁 공식 팬카페 '영탁이 딱이야'    |               |
| 17   | 5월 26일 | iKON       | iKON 공식 팬카페 '아이코닉'         |               |
| 18   | 6월 2일  | 황치열     | 황치열 공식 팬카페 '치여리더'       |               |
| 19   | 6월 9일  | 나태주     | 나태주 공식 팬카페 '태주날개'       | [ 15 ]        |
| 20   | 6월 16일 | 피식대학   | 피식대학 공식 팬카페 '피식팸'       |               |
| 21   | 6월 23일 | 손흥민     | 손흥민 공식 팬카페 '흥해라 손흥민'  |               |
| 22   | 6월 30일 | 남진       | 남진 공식 팬카페 '영원한 오빠 남진' |               |
| 23   | 7월 7일  | 남진       | 남진 공식 팬카페 '영원한 오빠 남진' |               |

## 시청률

### 2022년
| 회차 | 방송일   | AGB 시청률     |
| 회차 | 방송일   | 대한민국(전국) |
| ---- | -------- | -------------- |
| 1    | 1월 20일 | 5.1%           |
| 2    | 1월 27일 | 6.7%           |
| 3    | 2월 3일  | 4.4%           |
| 4    | 2월 24일 | 3.0%           |
| 5    | 3월 3일  | 4.3%           |
| 6    | 3월 10일 | 2.8%           |
| 7    | 3월 17일 | 3.2%           |
| 8    | 3월 24일 | 3.5%           |
| 9    | 3월 31일 | 5.4%           |
| 10   | 4월 7일  | 2.0%           |
| 11   | 4월 14일 | 2.2%           |
| 12   | 4월 21일 | 3.7%           |
| 13   | 4월 28일 | 2.1%           |
| 14   | 5월 5일  | 2.2%           |
| 15   | 5월 12일 | 4.8%           |
| 16   | 5월 19일 | 3.3%           |
| 17   | 5월 26일 | 1.6%           |
| 18   | 6월 2일  | 2.0%           |
| 19   | 6월 9일  | 2.9%           |
| 20   | 6월 16일 | 2.0%           |
| 21   | 6월 23일 | 3.1%           |
| 22   | 6월 30일 | 2.6%           |
| 23   | 7월 7일  | 3.5%           |

## 결방 사유 및 편성 변경
2022년
- 2월 10일 ~ 2월 17일 : 《2022 베이징 동계 올림픽》 중계방송으로 인한 결방.